# Ермолов, Даниил Фёдорович
Даниил Фёдорович Ермолов (укр. Даніїл Федорович Єрмолов; род. 3 декабря 2000, Баштанка, Николаевская область) — украинский футболист, вратарь клуба «Полтава».

## Биография
Воспитанник ДЮСШ-3 города Николаева, в составе которой в 2012 году дебютировал в ДЮФЛУ. Кроме николаевской команды, в вышеуказанном турнире выступал за днепровское ДВУФК (2014—2016) и каменскую «Сталь» (2017). Первым профессиональным клубом в карьере Данила стала именно «Сталь», за юношескую и молодежные команды которой выступал с 2017 по 2018 год. В сезоне 2018/19 годов сыграл 2 поединка в юношеском чемпионате Украины за луцкую «Волынь».
Летом 2019 перешел в тернопольскую «Ниву». В составе «тернополян» дебютировал 3 августа 2019 в победном (3:0) выездном поединке 2-го тура Второй лиги Украины против «Диназа». Ермолов вышел на поле на 90-й минуте, заменив Максима Механива.
Летом 2021 года перешел в «Кремень».

## Достижения
«Ворскла»
- Финалист Кубка Украины: 2023/24